# Вільям Ліндсей (хокеїст на траві)
Вільям Ліндсей (англ. William Lindsay, 3 березня 1916 — 23 травня 1971) — британський хокеїст на траві.
Срібний призер Олімпійських Ігор 1948 року.